# 奧尼科 (佛羅里達州)
奧尼科（英語：Oneco）是位於美國佛羅里達州馬納提縣的一個非建制地區。該地的面積和人口皆未知。

## 地理
奧尼科的座標為27°27′00″N 82°33′00″W / 27.45000°N 82.55000°W，而該地的平均海拔高度為10米（即33英尺）。